# Salzsprühtest
Salzsprühtest (auch „Salzsprühnebelprüfung“) ist eine standardisierte Prüfung für die Bewertung der Korrosionsschutzwirkung organischer Beschichtungen, metallischer Überzüge oder chemischer bzw. physikalischer Oberflächenbehandlungen. Verschiedene nationale oder internationale Normen (z. B. ASTM B117, DIN EN ISO 9227) regeln die Durchführung der Prüfung. Die Prüfstücke werden unter normierten Bedingungen in einer Prüfkammer positioniert, in der eine gesprühte Salzlösung (normalerweise eine Lösung von Natriumchlorid) auf die Prüfkörper einwirkt. Die Prüfung wird häufig so lange kontinuierlich durchgeführt, bis eine hinreichende Differenzierung zwischen den Prüfkörpern erreicht oder eine vorher festgelegte Prüfungsdauer erreicht ist. Diese kann wenige Stunden bis einige tausend Stunden betragen. Am Ende der Prüfdauer werden die an den Prüfkörpern aufgetretenen Korrosionserscheinungen bewertet, z. B. nach Rostgrad, Blasengrad und korrosiver Unterwanderung organischer Beschichtungen.
Ein Zusammenhang zwischen der im Salzsprühtest aufgetretenen und der unter realen Bedingungen zu erwartenden Korrosion ist eher selten, da sich die Korrosionsmechanismen in der Regel unterscheiden. Das ASTM-Komitee G-1 für die Korrosion von Metallen, zuständig für die Salzsprühnorm ASTM B 117, hat deshalb für die Anwendung von ASTM B 117 die folgende Resolution verfasst: „Das ASTM-Komitee G-1 für die Korrosion von Metallen bestätigt, dass Ergebnisse von Salzsprühprüfungen nach ASTM B 117 selten mit dem Verhalten in natürlichen Umgebungen übereinstimmen.“
Der Salzsprühtest wird als Prüfungsmethode für die Qualitätskontrolle von Beschichtungen in der Industrie eingesetzt.

## Prinzip
Das Prinzip des Salzsprühtests ist einfach: In der Kammer produziert die gesprühte Salzlösung eine korrosionsfördernde Atmosphäre, die einen Korrosionsangriff auf den exponierten Teilen erzeugt. Unter diesen Bedingungen beschleunigt sich der Korrosionsvorgang und die Überzüge verlieren ihren Korrosionsschutz während der Prüfung. Die Teile werden schneller als bei normalen Bedingungen in der Anwendung korrodiert, z. B. im Auto, bei den Konstruktionsteilen, bei den Gebäuden usw. Die Dauer der Prüfung hängt von der Anforderung der Beschichtung ab. Da die Konzentration der wässrigen Salzlösung, Temperatur, Druck, pH-Wert konstant eingehalten werden müssen, können die Ergebnisse reproduziert werden.

## Prüfeinrichtung
Die Kammer sollte eine brauchbare Größe besitzen. Größere Kapazitäten sind nach Wunsch verfügbar, da große Teile (z. B. Schrauben für Windenergieanlagen) nicht in einer kleinen Kammer geprüft werden können. Das Konstruktionsmaterial des inneren Gehäuses der Kammer, die Gestelle, müssen aus inerten und korrosionsbeständigen Werkstoffen hergestellt sein, damit keine korrodierende Reaktion zwischen dem zu prüfenden Muster und Material der Kammer entsteht. In der Kammer befinden sich eine oder mehrere Düsen, die die Lösung sprühen. Für eine korrekte Verteilung des Nebels brauchen größere Kammern mehr als eine Düse.
Die Kammer muss mit regulierbarer Druckluft ausgerüstet sein, damit der korrodierende Nebel durch die Düse gesprüht wird. Separat besteht der Behälter mit der Lösung, die beim Testablauf gesprüht werden muss. Die Kammer muss auch mit einem Heizungssystem ausgerüstet sein, damit die korrekte Temperatur der Kammer während der Prüfung eingehalten werden kann.

## Durchführung
Die Teile müssen mit möglichst geringen Kontaktpunkten aufgehängt oder in einem Gestell montiert werden. Die Teile müssen so verteilt werden, dass kein Kondensat auf die unten positionierten Teile tropfen kann und auch kein Kontakt zwischen Teilen möglich ist. Bleche und andere Teile (z. B. Schrauben) müssen in einem Winkel (ca. 20°) aus der Vertikalen positioniert werden.
Beim Salzsprühtest mit NaCl-Lösung gemäß DIN EN ISO 9227 sind die folgenden Parameter einzuhalten: pH-Wert 6,5 bis 7,2; Konzentration der NaCl-Lösung 50 ± 5 g/l, Temperatur der Kammer 35 °C ± 2 °C, Überdruck an der Vernebelungsdüse 0,7 bis 1,4 bar und kondensiertes Volumen der versprühten Lösung, welche mit einem Trichter Ø 100 mm in einem kalibrierten Messzylinder aufgefangen wird, 1 bis 2 ml je Stunde.
Es gibt einige Abweichungen der Parameter der Normen ASTM B117, ISO 9227 und auch zu den Hausnormen der Automobilindustrie, im Prinzip sind alle Parameter ähnlich. Man muss garantieren, dass die korrekten Parameter der Prüfung unter den festgelegten Toleranzen eingehalten werden; eine Protokollierung ist nötig. Neben der NaCl-Lösung können andere Lösungen benutzt werden; die Varianten werden wie folgt abgekürzt:
- Natriumchloridlösung mit neutralem pH-Wert: NSS test (neutral salt spray = neutraler Salzsprühtest)
- Essigsäure zur normalen NaCl-lösung: AASS test (acetic acid salt spray = Essigsäure-Salzsprühtest)
- Test unter marinem Klima mit Zusatz von CaCl2 und Natron zur normalen NaCl-lösung nach OEM-Normen
- Kupfer(II)-chlorid-Dihydrat zur normalen NaCl-Lösung: CASS test (copper accelerated salt spray test = beschleunigter Kupfer-Salzsprühtest)

ASS- und CASS-Prüfungen sind für dekorative galvanische Schichten, wie Cu-Ni-Cr oder Ni-Cr-Überzüge und auch anodischen Schichten für Aluminium geeignet. Es ist sehr schwierig, eine Kammer, die für ASS- oder CASS-Prüfungen benutzt wurde, zu reinigen. Deswegen werden NSS-Prüfkammern nur für NSS-Prüfungen empfohlen.

## Normung
Die internationalen Normen wie ASTM B117 und DIN EN ISO 9227, die die Durchführung dieser Prüfung festlegen, schreiben keine Methode für die Bewertung der korrodierten Oberfläche bzw. Prüfungszeiten der Muster vor; die Bewertung nach dem Auftreten der Korrosionsprodukte muss zwischen Kunden und Hersteller vereinbart werden. In der Automobilindustrie gibt es Normen, um die Qualität der beschichteten Oberflächen zu bewerten. Beschichteter Stahl erzeugt Rotrost (Eisenoxid) nach dem Korrosionsangriff, wenn die Beschichtung keinen Schutz mehr bietet; eine Zinkschicht erzeugt Zinkoxid nach einigen Stunden in der Prüfkammer. Zinkoxid ist als Weißrost bekannt. Ein Beschichtungssystem muss eine minimale Prüfungsdauer ohne Korrosion ergeben, um die festgelegten Anforderungen zu erfüllen. Ein beschichtetes Muster mit reinem Zink erzeugt Weißrost beim Korrosionsvorgang nach einigen Stunden in der Prüfkammer. Dieser Korrosionsangriff tritt als Korrosionspunkte auf, die auf der Oberfläche als Weißpunkte beobachtet werden können. Der Korrosionsprozess entwickelt sich bis dem Auftreten roter Punkte auf der Oberfläche. Die Korrosion des Eisens (Basismetall) wird erreicht. Um die Zinkschicht gegen Korrosion zu schützen, können Passivierungen, Chromatierungen, Pulverlacke usw. aufgebracht werden. Diese Schichten hemmen das Auftreten der Korrosionsprodukte des Zinks und deswegen wird Weißrost in der NSS-Prüfung nicht so früh gesehen.
Die Hausnormen der Automobilindustrie und andere Industriebereiche nehmen Bezug auf diese Referenznormen. Jedes Beschichtungssystem bietet besondere Korrosionseigenschaften und die Lieferspezifikationen des Kunden legen spezifische Anforderungen in Bezug auf den Korrosionsschutz der Oberfläche fest. Die zu prüfenden Materialien müssen einer gegebenen Prüfungsdauer ohne Korrosionsprodukte widerstehen, um die Anforderungen der Norm zu erfüllen.

## Kritik
Der Salzsprühnebeltest (NSS) wurde zur Bewertung der Schutzwirkung organischer Beschichtungen entwickelt. Das Wirkprinzip ist das einer Schwachstellen- bzw. Porenprüfung und setzt einen mit dem Prüfmedium (Wasser, Kochsalz) reagierenden Substratuntergrund, z. B. ein unedles Metall voraus. Während der Prüfdauer durchdringt das Prüfmedium die organische Beschichtung und führt – sobald der metallische Untergrund erreicht wird – zur Bildung von Korrosionsprodukten. In ausreichender Menge geben sich diese in Form von Blasen in der Beschichtung zu erkennen. Chemisch inaktive organische Beschichtungen auf gleichem Untergrund können auf diese Weise hinsichtlich ihrer Schutzwirkung miteinander verglichen werden.
Der Salzsprühnebeltest ist allerdings nicht geeignet, um chemisch aktive organische Beschichtungen, metallische Überzüge oder Grundmetalle unterschiedlicher Reaktivität gegeneinander zu vergleichen. Gleichartige organische Beschichtungen auf Stahl und Zink werden im NSS in der Regel unterschiedliche Schutzwirkungen zeigen. Auch besteht nur äußerst selten eine Korrelation der Prüfergebnisse aus dem Salzsprühnebeltest mit Korrosionsvorgängen unter natürlicher Bewitterung, weil der NSS eine dauerfeuchte Atmosphäre darstellt, die in der Realität selten vorgefunden wird. Diese Umstände wurden in der DIN EN ISO 9227 Korrosionsprüfungen in künstlichen Atmosphären – Salzsprühnebelprüfungen ausdrücklich berücksichtigt: „Nur selten besteht ein direkter Zusammenhang zwischen der Beständigkeit gegen die Einwirkung von Salzsprühnebel und der Beständigkeit gegen Korrosion in anderen Medien. Die verschiedenen Faktoren, welche das Fortschreiten der Korrosion beeinflussen, können sich je nach den herrschenden Bedingungen sehr unterschiedlich auswirken. Dazu gehört z. B. auch die Bildung von Schutzschichten. Die Prüfergebnisse sollten deshalb nicht als direkter Hinweis auf die Korrosionsbeständigkeit der geprüften metallischen Werkstoffe in allen Umgebungsbedingungen betrachtet werden, in denen diese Werkstoffe verwendet werden können.“ Zudem weist die Norm darauf hin, dass der Test sich lediglich zur Qualitätskontrolle eignet.
Viele von Experten geprüfte Fachartikel warnen ausdrücklich vor der Anwendung des Salzsprühnebeltests. Hier einige Beispiele:
„Der weitläufig bekannte Salzsprühnebeltest ASTM B-117 vergleicht kaltgewalzten und feuerverzinkten Stahl und liefert innerhalb weniger Stunden Ergebnisse. Leider schafft es der Test nicht, die bewiesenermaßen höhere Korrosionsbeständigkeit der feuerverzinkten Probe gegenüber der nicht verzinkten Probe nachzuweisen.“
„Der Salzsprühnebeltest ist der am häufigsten eingesetzte Test zur beschleunigten Korrosionsprüfung. Er wurde vor über 50 Jahren zur Überprüfung des Korrosionsverhaltens von Metallbeschichtungen in maritimer Umgebung entwickelt. Obwohl sich vielfach gezeigt hat, dass dieser Test keinen zuverlässigen Hinweis auf die Korrosionsbeständigkeit von Beschichtungen im Außenbereich gibt (nicht einmal in salzhaltiger Atmosphäre), hat er sich in der Beschichtungsindustrie fest eingebürgert“.
„Das Besprühen mit Salz sorgt für eine rasche Degradation der Oberfläche. Diese ist jedoch kaum mit der Verschlechterung der Materialeigenschaften unter realen Bedingungen vergleichbar. Die durch Salz angestoßene Degradation folgt anderen Mechanismen als die Degradation unter realen Außenbedingungen. Daher liefert der Test relativ unpräzise Ergebnisse.“
Der Salzsprühnebeltest kann aus mehreren Gründen keine realen Korrosionsbedingungen schaffen:
- Die Oberfläche der Proben ist konstant feucht, trocknet zwischendurch nicht ab. Allein das entspricht nicht den realen Bedingungen. Metalle wie z. B. Zink können so im Test keine passive Schutzschicht bilden, wie sie es unter realen Bedingungen tun.
- Der Chloridgehalt im Sprühnebel ist sehr hoch (in der Regel 5 % NaCl), was dazu führt, dass die Korrosion stark beschleunigt wird. Allerdings sind unterschiedliche Metalle und Metallbestandteile unterschiedlich anfällig für verschiedene Beschleunigungsfaktoren.
- Die im Test erzeugten Umgebungsbedingungen sind nicht realistisch und härter, als es beim normalen Einsatz im Außenbereich der Fall ist.
- Beim Salzsprühnebeltest wird der schädigende Einfluss von UV-Licht auf beschichtete Oberflächen komplett außer Acht gelassen, obwohl dies zumeist die wichtigste Ursache für die Verschlechterung beschichteter Oberflächen ist.
- Beim Vergleich unterschiedlicher metallischer Überzüge liefert der Salzsprühnebeltest Ergebnisse, die stark von der Bewitterung unter realen Bedingungen abweichen. Internationale Normen wie DIN EN ISO 14713-1:2010-05 "Zinküberzüge – Leitfäden und Empfehlungen zum Schutz von Eisen- und Stahlkonstruktionen vor Korrosion" besagen deshalb, dass Kurzzeittests wie der Salzsprühnebeltest nicht für Materialvergleiche eingesetzt werden dürfen und dass Ergebnisse aus Kurzzeittests nicht zur Ableitung von Aussagen zur Korrosionsschutzdauer genutzt werden können. So steht in DIN EN ISO 14713-1: "Durch Anwendung von Salzsprühprüfungen auf Stahl mit Zinküberzug kann kein realistisches Ergebnis erreicht werden, weil diese Sprühprüfungen den Versagensmechanismus auf falsche Weise beschleunigen."[6]

In einigen Branchen findet der Salz-Sprühnebeltest heute keine Verwendung mehr.

## Anwendung
Einige typische Korrosionsschutzsysteme, die mit dieser Prüfung bewertet werden können, sind:
- Zinklamellenüberzüge nach ISO 10683 (siehe Zinklamellenüberzug)
- Organische dünne Beschichtungen
- Pulverlack

Der Korrosionsschutz von Überzugsmetallen, z. B. Zink auf Stahl, kann in der Regel mit dem NSS nicht sinnvoll bewertet werden, denn der Korrosionsschutz verzinkter Oberflächen basiert auf der Bildung schützender Deckschichten, die durch natürliche Witterungseinflüsse auf der Oberfläche verzinkter Stahlteile entstehen und überwiegend aus basischem Zinkcarbonat bestehen. Diese schützenden Deckschichten können sich jedoch nicht beim Salzsprühnebeltest ausbilden.
Wird die reine Barrierewirkung des Überzugsmetalls bis zur beginnenden Grundmetallkorrosion geprüft, findet sich häufig eine direkte Korrelation zum Auflagegewicht bzw. der Überzugsdicke. Weiterhin stellen die dabei schnell und in großen Mengen gebildeten Korrosionsprodukte bereits selbst eine so große Beeinträchtigung dar, dass die beginnende Grundmetallkorrosion kaum noch als Primärschaden betrachtet werden kann. Im Unterschied zu natürlichen Korrosionsvorgängen, die durch wechselnde Zyklen von Benetzung und Abtrocknung zur Bildung kompakter Passivschichten führend können, entstehen im NSS und vergleichbaren, dauerfeuchten Prüfungen keine korrosionsverlangsamenden Deckschichten.